# Pleocroism

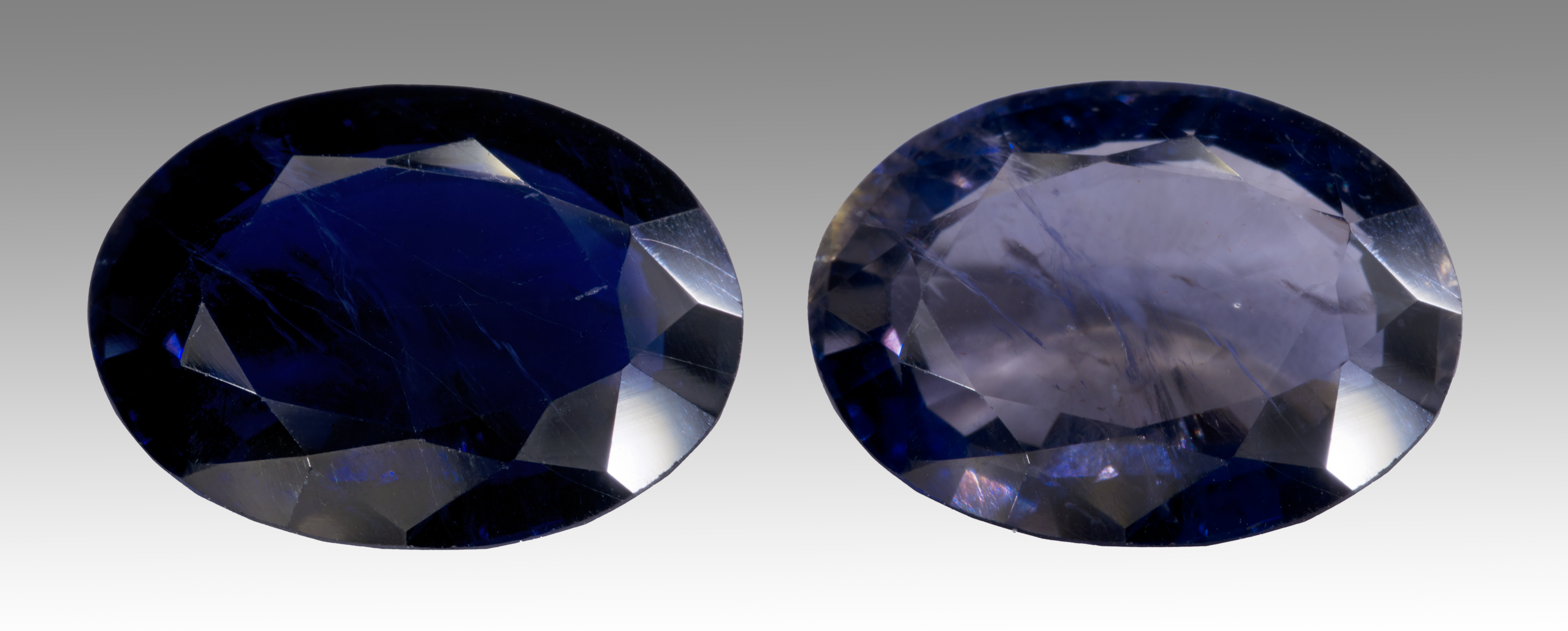
Pleochroism de cordierit

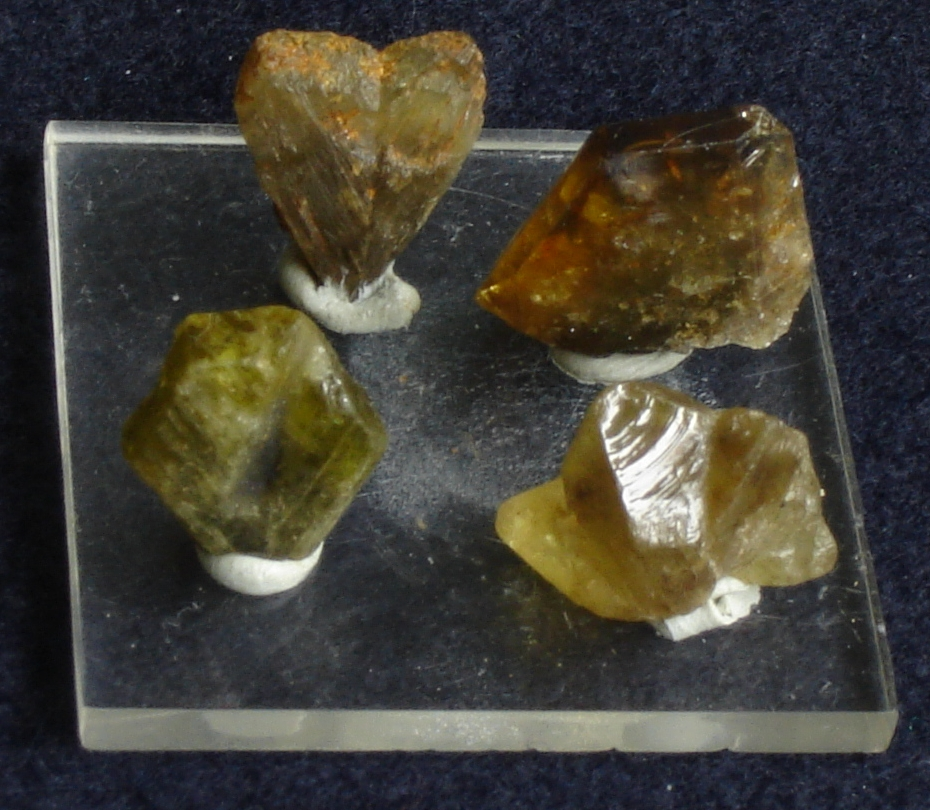
Pleocroism observat la o variantă de beril (Alexandrit)

Pleocroismul este un fenomen de modificare a culorii anumitor cristale când sunt privite prin transparență din diferite direcții (sinonim: policroism, termen care provine din limba greacă: pléōn = mai multe, chros = culoare). 
Astfel la Alexandrit se poate observa schimbarea culorii, care este verde la lumina zilei, și roșie la lumină artificială. Pleocroism independent de transparență poate fi observat atât la minerale transparente, cât și la cele opace. Cauza acestui fenomen se explică prin absorbția diferită a undelor luminoase, care e dependentă de direcția luminii normale ca și de direcția luminii polarizate. 
Dicroismul (descoperit de Peter Debye în 1939) este o formă aparte a fenomenului de pleocroism, care de manifestă prin prezentarea exactă a două culori diferite. Acest fenomen este important la examinarea pietrelor prețioase, în vederea șlefuirii lor. 
Exemple de minerale la care se observă pleocroism:
- Andaluzit - galben, verde-măsliniu, brun-roșcat, roșu închis
- Benitoit - incolor, albastru
- Cordierit - galben, albastru-violet, albastru pal
- Malachit - incolor, galben-verzui, verde închis
- Tanzanit - albastru, violet si roșu sau brun